# Лоторев, Николай Дмитриевич
Николай Дмитриевич Лоторев — советский хозяйственный, государственный и общественный деятель.

## Биография
Родился в 1934 году в Токсумаке Осакаровского района.
Родители Лоторев Дмитрий Михайлович и Лоторева Елена Митрофановна были крестьянами, которых раскулачили и сослали.
Судьба не баловала молодую семью. Четверо детей, рождённых в сырой и холодной землянке, умерли в малолетнем возрасте. Выжил только Коленька. Скорее всего, это можно отнести к разряду чудес: невыносимые для проживания условия закалили тело и дух малыша, сделали его  упорным, смелым и целеустремлённым человеком. 
      В 1942 году ушёл на фронт отец. Коля в это время учился во втором классе. В школе          
было не теплее, чем в родной землянке. Сидели за партами в верхней одежде. Случалось,  чернила замерзали в чернильницах. На весь класс – единственный затрёпанный учебник. Из-за отсутствия тетрадей писали между строк на старых газетах и книгах.  Электричество заменили  лучинами. Учителями ребята гордились и любили их. В основном, это были эвакуированные из Москвы и Ленинграда. Только одно удивляло детишек: почему они такие толстые? Они не могли понять, как можно опухнуть от голода. В летние каникулы школьники помогали колхозу. Уставали так, что засыпали буквально на ходу. Не раздеваясь, падали на жёсткие деревянные нары, застланные соломой.
      Радость вернулась в дом Лоторевых лишь в 1944 году, когда с фронта вернулся отец-инвалид. Семья была освобождена из спецпоселения, реабилитирована же ещё позже – в 1993 году. Дмитрий Михайлович не дожил до этого дня.
      Зная, в каких условиях проходили детство и отрочество Николая Дмитриевича Лоторева, невольно удивляешься, как уверенно шёл он по жизни. Будто торопился постичь всё, что не смогли сделать его родители, и не успели братья и сёстры, навсегда оставшиеся детьми.
      По окончании десятилетки Николай легко выдержал конкурс в Ленинградский политехнический институт имени М. И. Калинина. Оставил прекрасный город на Неве, чтобы навеки связать свою судьбу с чёрной металлургией на Урале. Он горел желанием окунуться в самую интересную огненную профессию и осуществил его.
     21 год проработал Николай Дмитриевич в Магнитогорске. Послужной список его так велик, а творческая изобретательность настолько неистощима, что   перечисление спроектированных металлургических детищ заняло бы несколько листов. Одновременно он осуществлял авторский контроль над  строительством многих объектов, главным из которых был самый мощный в мире мартеновский цех №1. За создание единственных в мировой практике большегрузных 900-тонных мартеновских печей с одновременным выпуском стали в три ковша Н.Д.Лоторев стал участником Выставки достижений народного хозяйства СССР в Москве. 
      В 1968 году по поручению министерства он впервые в истории страны заключил  контракт с капиталистической фирмой «Фридрих Кокс» из ФРГ. Для мартеновского цеха №1 Магнитогорского комбината необходимо было оборудование для установки порционного вакуумирования стали в 300-тонном сталеразливочном ковше. Этот агрегат обеспечил бы получение высококачественного автолиста для строящегося автозавода в Тольятти.
      Надо отдать должное Лотореву: на переговорах он показал, что круг его технических знаний охватывает не только металлургическую отрасль. Он на равных с немецкими специалистами обсуждал вопросы  технологии, электрики, механики, гидравлики, огнеупоров, вплоть до транспортировки громоздкой конструкции в Советский Союз. Ему пришлось даже сразиться с компьютером, в ошибку которого не могли поверить немцы. Но после бессонной ночи, после тщательной проверки всех  расчётов они признали справедливость замечаний Лоторева и извинились перед ним.
      Более десяти лет Николай Дмитриевич посвятил проектированию и строительству двухванных печей сталеплавильных агрегатов вместо действующих мартеновских печей. При минимальных затратах и ремонте это позволило увеличить производительность на одном агрегате почти в три раза. В 1988 году мартеновский цех давал Родине свыше 8 млн тонн стали, при этом общее производство стали на комбинате составило свыше 16 млн тонн. Так сравнительно быстро и дёшево, без строительства дорогостоящего по тем временам комплекса кислородно-конверторного цеха был ликвидирован образовавшийся на предприятии дефицит стали.
      Эта работа была отмечена присуждением сразу двух Государственных премий СССР, как за создание и разработку технологий, так и за наивысшие показатели производительного труда на сталеплавильных печах. В числе 13 магнитогорцев, удостоенных почётного звания Лауреата был и Н. Д. Лоторев, единственный из ведущих главных конструкторов агрегата. Позднее он получил звание «Заслуженный металлург РСФСР».
      В 1974 году началась глобальная реконструкция Магнитогорского металлургического комбината. К её разработке были привлечены более сорока специализированных проектных и научно-исследовательских институтов страны. Руководство этим уникальным проектом, который составлял более тысяч томов пояснительных записок, чертежей, смет и спецификаций, доверили. Лотореву. По-существу, предстояло одним махом определить судьбу не просто отдельных цехов или производств, а полностью крупнейшего предприятия. Через год  технический проект был защищён в Министерстве чёрной металлургии СССР и получил оценку «отлично». По многим параметрам показатели превосходили передовые зарубежные аналоги.
      Строительство современного   высокопроизводительного    кислородно-конверторного цеха с заменой двух мартеновских цехов – одна из новаций проекта. Рухнули сомнения скептиков в невозможности      постройки промышленного комплекса на месте многолетнего размещения шлаковых   отвалов высотой до 30-40 метров. С пуском нового цеха и ликвидацией двух морально и физически устаревших мартенов улучшилось качество выплавляемой стали, почти втрое сократились выбросы в атмосферу вредных веществ, снизились потери металла с обрезью и возрос выход годного металла.
      После перевода в Москву для работы в аппарате Министерства чёрной металлургии СССР и до ухода на пенсию Николай Дмитриевич Лоторев не переставал удивлять своих коллег новыми открытиями, изобретениями, постоянным усовершенствованием сталеплавильного производства, которое стало самым главным делом его жизни. Сегодня он директор московского Центрального музея истории металлургии и материаловедения. Музей создан по согласованию с Международным Союзом металлургов и размещён в Московском Государственном институте стали и сплавов (ныне Технологический университет). В сложных условиях перестройки Николаю Дмитриевичу удалось сохранить исторические документы и многочисленные экспонаты, перебазировав их в головное учебное металлургическое заведение России.
По окончании десятилетки Николай выдержал конкурс в Ленинградский политехнический институт имени М. И. Калинина, после которого уехал работать на Урал в г. Магнитогорск.
С 1955 года — на хозяйственной, общественной и политической работе. В 1955—2000 гг. — главный инженер проекта Магнитогорского металлургического комбината, начальник отдела экспертизы проектов и смет крупнейшего в чёрной металлургии Всесоюзного промышленного объединения металлургических предприятий «Союзметаллургпром», директор Центрального музея металлургии в городе Москве.
Заместитель председателя клуба поэтов «Ясень» при ЮЗАО города Москвы, член региональной общественной организации «Дети Великой Отечественной войны», член совета ветеранов-металлургов, член Кемеровского и Уральского землячеств.

Про свою профессию написал короткий стих 
Я металлург, и это не скрываю, 
Профессией своей горжусь, 
Как варят сталь, не понаслышке знаю: 
С металлом рядом я тружусь. 
Металлургии верен я до гроба, 
За прожитую жизнь я не стыжусь. 
Я славлю металлургов из народа, 
Всех рыцарей огня и нашу Русь!
Скончался в Москве в 2017 году, похоронен в могиле рядом с матерью на Хованском кладбище.

## Награды
- Лауреат Государственной премии СССР за наивысшие показатели производительного труда на сталеплавильных печах (1975)
- Заслуженный металлург РСФСР
- Почетный ветеран ЮЗАО города Москвы

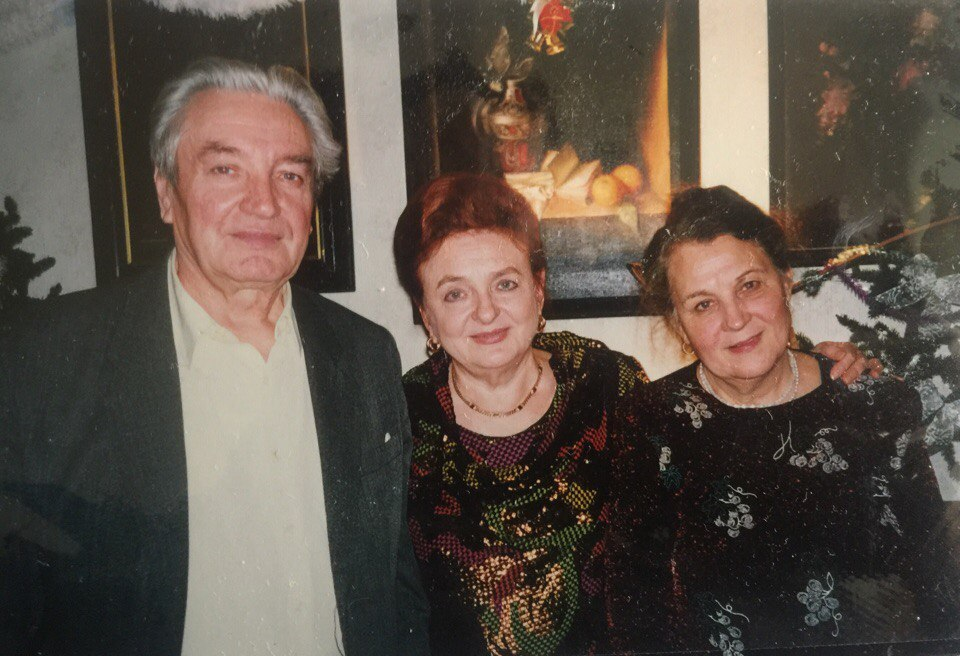
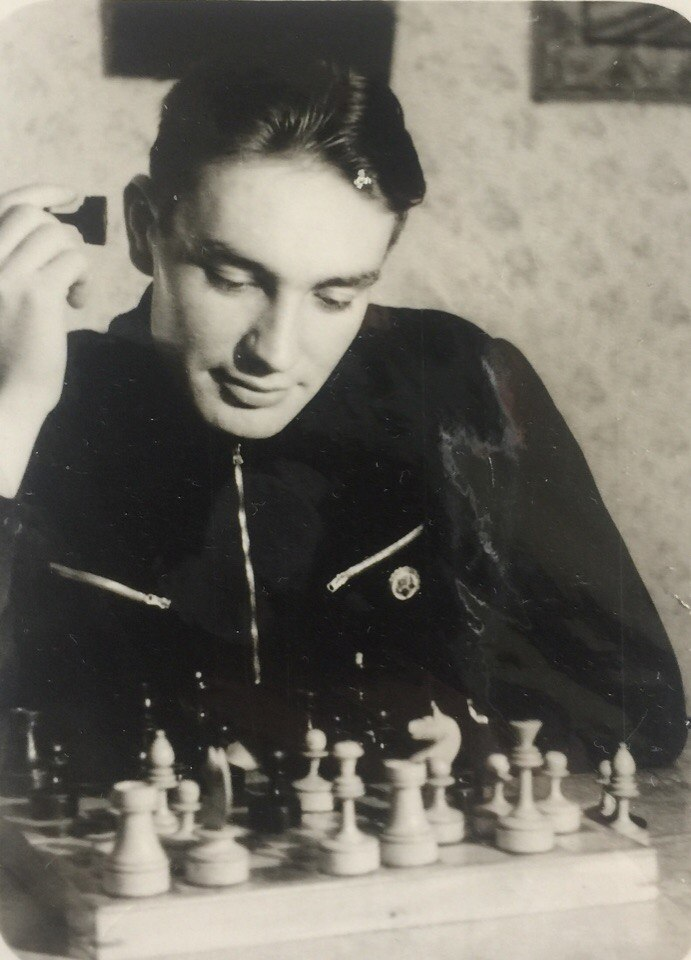
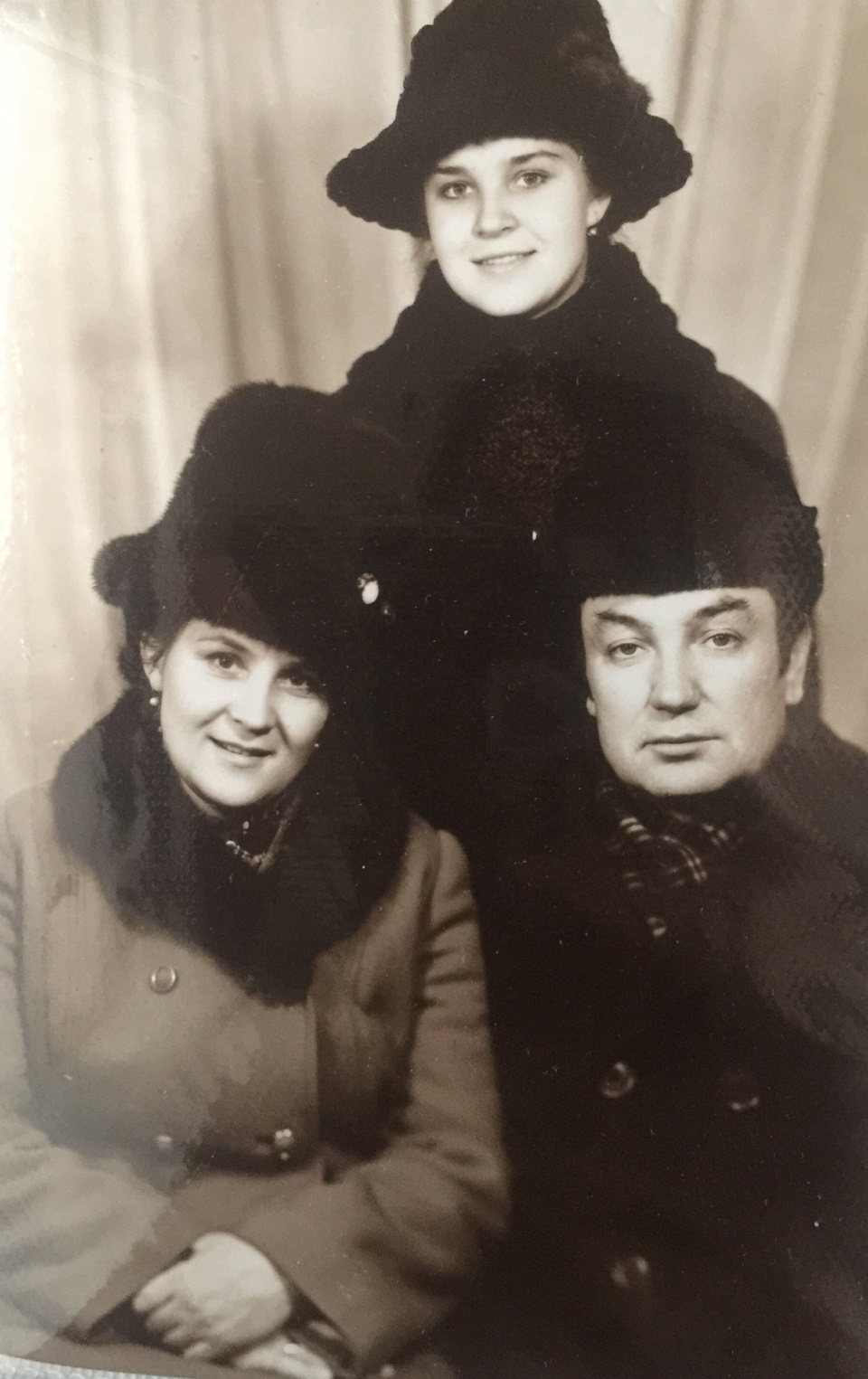